# Kadıköy
Kadıköy este un municipiu și district al provinciei Istanbul din regiunea Marmara, Republica Turcia. Ocupă o suprafață de 25 km2 și o populație de 467,919 de locuitori (în 2023). Este una dintre zonele mari și dens populate ale Istanbulului, poziționată pe malul de nord al Mării Marmara. Se află vizavi pe Bosfor de centrul istoric al Istanbulului, districtul Fatih, și este înconjurat de districtele Üsküdar în nord-vest, Atașehir în nord-est și Maltepe în sud-est.